# الشعثاء بنت جابر بن زيد
الشعثاء بنت جابر بن زيد الأزدية وهي إحدى بنات جابر بن زيد الأزدي. اشتهرت بلقبها الشعثاء حتى نسي اسمها فما عاد يعرف لها اسم غيره. سميت بالشعثاء لشعوثة رأسها وقد كني بها أبوها فعرف بأبو الشعثاء جابر بن زيد. مما يروى عنها «أن أباها الإمام جابر بن زيد سرج بسبعين دبة (أي بسبعين قارورة زيت) فطلبته ابنته شيئا يسيرا لرأسها، وقالت له: إن رأسي شعث (أي أغبر وتلبد) من قلة الحل فقال لها: عليك بالماء البارد، فما تأخذينه أنت يكفي مسألة نؤلفها فينتفع بها المسلمون (أي يكفي أن يسرج به فتكتب على ضوئه مسألة) قال الشيخ الخصيبي ولا يبعد أن تكون بنت الإمام جابر وصفت بالشعثاء من هذا القبيل فكني بها.»

## نشأتها
نشأت الشعثاء في بيئة علمية ودينية قوية،حيث تأثرت بوالدها الإمام جابر بن زيد هو أحد أبرز علماء البصرة في القرن الأول الهجري ويعتبر من مؤسسي المذهب الإباضي . حيث تعد واحدة من أعلام التاريخ العماني الإسلامي حيث نشأت في بيت التابعي جابر بن زيد فكانت تتلقى عن أبيها الدروس النظرية والعملية خلال حياتها معه. ثم قامت بدورها في نشر العلم حيث كانت مقصد النساء العمانيات فيما يخص أمور دينهن وخاصة بأمور الفتوى والشورى.

## وفاتها
بعد وفاة ولدها استقرت في نزوى واشتهر عند المتاخرين من عمان أنها توفت ودفنت في قرية فرق بولاية نزوى، قال الشيخ الغيثي «أخبرني الثقة أن على قبرها يشع نور يسطع وبنفسة قد رآه، وهذا غير منكور على قبور الصالحين رحمهم الله تعالى» وتخليدا لمكانته الشيخة الشعثاء ووالدها الإمام جابر بالنسبة لأهالي ولاية نزوى فقد سميت بعض المعالم باسمها.